# Élections municipales de 2020 à Saint-Paul
Pour un article plus général, voir Élections municipales de 2020 à La Réunion.
Des élections municipales ont lieu à Saint-Paul le 15 mars 2020 avec un second tour initialement prévu le 22 mars. Mais, comme dans le reste de la France, le second tour est reporté au 28 juin en raison de la crise sanitaire liée à la propagation du coronavirus (Covid-19).

## Mode de scrutin
Le mode de scrutin à Saint-Paul est celui des villes de plus de 1 000 habitants : la liste arrivée en tête obtient la moitié des 55 sièges du conseil municipal. Le reste est réparti à la proportionnelle entre toutes les listes ayant obtenu au moins 5 % des suffrages exprimés. Un deuxième tour est organisé si aucune liste n'atteint la majorité absolue et au moins 25 % des inscrits au premier tour. Seules les listes ayant obtenu aux moins 10 % des suffrages exprimés peuvent s'y présenter. Les listes ayant obtenu au moins 5 % des suffrages exprimés peuvent fusionner avec une liste présente au second tour.

## Contexte
La pandémie de Covid-19 vient perturber cette élection. La campagne du second tour se fait ainsi dans des conditions particulière, sans réunions publiques.
La question des requins reste d'actualité. Elle est relancée avec le « rassemblement chicha » du 24 juin sur la plage de Boucan Canot. M. Nativel (sur la liste d'Alain Bénard) accuse les différents responsables politiques de ne pas prendre de mesure pour rouvrir les plages à la baignade.
Le débat se joue aussi sur la décision du maire de ne pas rouvrir les écoles le 18 mai. Cette décision est critiquée au sein des équipes éducatives et des parents d'élèves. La mairie est finalement contrainte de rouvrir les écoles par le tribunal administratif,. La juridiction considère que la mairie n'a pas cherché à appliquer les mesures sanitaires avant de les déclarer irréalisables.
L'élection municipale de Saint-Paul est perturbée en pleine campagne d'entre-deux-tours par la garde à vue de Joseph Sinimalé, le maire sortant, de sa fille Sandra Sinimalé et de son gendre. Ils sont soupçonnés de détournement de fonds publics, de prise illégale d'intérêts et de recel.

## Candidats pour le premier tour
Seize listes, soit le record en France pour les villes de plus de 1000 habitants, sont déposées.

### Union de la gauche
Huguette Bello, ancienne maire de la commune battue en 2014, députée depuis 1997, est de nouveau candidate. Elle se présente sous l'étiquette de Pour La Réunion, parti dont elle est la présidente-fondatrice. Sa liste « Liste menée Huguette Bello » bénéficie de la participation du Parti socialiste, d'Europe Écologie Les Verts, de La France insoumise et du Parti de gauche. Le Parti communiste réunionnais, avec qui Bello a longtemps été en conflit, soutient la liste mais sans y être présent.

### La République en marche
Jean-Pierre Armoudom, référent local de La République en marche, est candidat à l'investiture de son parti. Il échoue à l'obtenir, les institutions nationales préférant soutenir le maire sortant Joseph Sinimalé, membre des Républicains.

### Les Républicains
Le maire sortant Joseph Sinimalé est le candidat de son parti Les Républicains (LR), avec le soutien de La République en marche. Il doit faire face à plusieurs dissidences provenant de la majorité : sa fille Sandra Sinimalé, son neveu Érick Gangama, son adjoint Fabrice Marouvin-Viramale et son premier adjoint Yoland Velleyen, ancien vice-président du conseil régional membre de la majorité de Didier Robert (LR).
Alain Bénard, maire UMP de Saint-Paul de 2001 à 2008, est lui aussi candidat.

## Sondage pour le premier tour
| Institut | Dates de réalisation | Échantillon | PLR   | LREM  | Agir      | DVD         | ER   | RN    | Sans étiquette | Sans étiquette | Sans étiquette | Sans étiquette | Sans étiquette | Sans étiquette | Sans étiquette | Sans étiquette | Sans étiquette | Sans étiquette |
| Institut | Dates de réalisation | Échantillon | Bello | Poire | Montrouge | J. Sinimalé | Mera | Graja | Bénard         | Marouvin       | Armoudoum      | Nativel        | S. Sinimalé    | Velleyen       | Araye          | Gangama        | Félicité       | Moutouallaguin |
| -------- | -------------------- | ----------- | ----- | ----- | --------- | ----------- | ---- | ----- | -------------- | -------------- | -------------- | -------------- | -------------- | -------------- | -------------- | -------------- | -------------- | -------------- |
| Institut | Dates de réalisation | Échantillon |       |       |           |             |      |       |                |                |                |                |                |                |                |                |                |                |
| SAGIS    | 17-27 février 2020   | 536         | 47    | 3     | 0,5       | 14          | 1    | 1     | 14             | 5              | 3              | 3              | 3              | 2              | 1              | 1              | 1              | 0,5            |

## Candidats pour le second tour
Un duel entre la gauche et l'alliance entre le centre et la droite se présente pour le second tour.

### Union de la gauche
Menée par Huguette Bello, la liste est arrivée en tête lors du premier tour avec 36,6 % des voix. L'ancienne maire se présente sous l'étiquette du mouvement Pour La Réunion qu'elle a fondé. Elle est soutenue, comme au premier tour, par tous les partis politiques de gauche (PS, LFI, PG, PCR).
Des colistiers de la liste menée par Jean-Pierre Armoudom, ayant obtenu 1,3 % des voix au premier tour, annoncent leur soutien à cette liste. Il en est de même pour une colistière de Giovanny Poire (4,2 % au premier tour) qui appelle a voter pour Huguette Bello au second tour.

### Union de la droite
Cette liste est issue de la fusion entre la liste de Joseph Sinimalé, ayant obtenu 19,9 % des suffrages, et celle d'Alain Bénard, ayant obtenu 14,6 % des suffrages.
L'ancien maire Alain Bénard se place en tant que tête de liste pour devenir maire de Saint-Paul, tandis que le maire sortant Joseph Sinimalé est candidat pour devenir président du Territoire de la Côte Ouest (TCO). Jean-François Nativel, ayant obtenu 5,9 % des suffrages, rejoint également cette liste d'union.
Cette liste est soutenue par LREM et LR.

## Résultats
|                                           |                           |                          |              |              |             |             |        |        |  |
| Tête de liste                             | Tête de liste             | Liste                    | Premier tour | Premier tour | Second tour | Second tour | Sièges | Sièges |  |
| Tête de liste                             | Tête de liste             | Liste                    | Voix         | %            | Voix        | %           | CM     | CC     |  |
|                                           | Huguette Bello            | PLR-PS-EÉLV LFI-PG-PCR   | 13 304       | 36,59        | 26 056      | 61,75       | 45     | 26     |  |
| Liste conduite par Huguette Bello         |                           |                          | 13 304       | 36,59        | 26 056      | 61,75       | 45     | 26     |  |
|                                           | Joseph Sinimalé           | LR-LREM                  | 7 232        | 19,89        | 16 138      | 38,24       | 10     | 6      |  |
| Continuons à bâtir Saint-Paul             |                           |                          | 7 232        | 19,89        | 16 138      | 38,24       | 10     | 6      |  |
| Alain Bénard                              | LR diss.                  | 5 310                    | 14,60        |              | 16 138      | 38,24       | 10     | 6      |  |
| Libres et solidaires avec Alain Benard    |                           | 5 310                    | 14,60        |              | 16 138      | 38,24       | 10     | 6      |  |
|                                           | Jean-François Nativel     | SE                       | 2 156        | 5,92         | 16 138      | 38,24       | 10     | 6      |  |
| L'alternativ' pour Saint-Paul 2020        |                           |                          | 2 156        | 5,92         | 16 138      | 38,24       | 10     | 6      |  |
|                                           | Fabrice Marouvin-Viramale | LR diss.                 | 1 647        | 4,52         |             |             |        |        |  |
| Une nouvelle page pour Saint-Paul         |                           |                          | 1 647        | 4,52         |             |             |        |        |  |
|                                           | Giovanny Poire            | DVC                      | 1 537        | 4,22         |             |             |        |        |  |
| Dobout pou Saint-Paul                     |                           |                          | 1 537        | 4,22         |             |             |        |        |  |
|                                           | Yoland Velleyen           | LR diss.                 | 981          | 2,69         |             |             |        |        |  |
| Ensemble c'est possible – Yoland Velleyen |                           |                          | 981          | 2,69         |             |             |        |        |  |
| Sandra Sinimalé                           | LR diss.                  | 814                      | 2,23         |              |             |             |        |        |  |
| Le choix de l'avenir                      |                           | 814                      | 2,23         |              |             |             |        |        |  |
|                                           | Thierry Araye             | DVC                      | 734          | 2,01         |             |             |        |        |  |
| Fier(e) d'être Saint-Paulois(e)           |                           |                          | 734          | 2,01         |             |             |        |        |  |
|                                           | Érick Gangama             | LR diss.                 | 564          | 1,55         |             |             |        |        |  |
| L'humain au cœur de nos actions           |                           |                          | 564          | 1,55         |             |             |        |        |  |
|                                           | Michelle Lartin-Graja     | RN                       | 495          | 1,36         |             |             |        |        |  |
| Unissons nos voix pour le changement      |                           |                          | 495          | 1,36         |             |             |        |        |  |
|                                           | Jean-Pierre Armoudom      | LREM diss.               | 474          | 1,30         |             |             |        |        |  |
| Pour Saint-Paul nout tout ensemb          |                           |                          | 474          | 1,30         |             |             |        |        |  |
|                                           | Claude Moutouallaguin     | DVC                      | 389          | 1,06         |             |             |        |        |  |
| Saint-Paul ville phare de l'océan Indien  |                           |                          | 389          | 1,06         |             |             |        |        |  |
|                                           | Richelain Catherine       | SE                       | 290          | 0,79         |             |             |        |        |  |
| Allons faire Saint-Paul !                 |                           |                          | 290          | 0,79         |             |             |        |        |  |
| Gilbert Félicité                          | SE                        | 264                      | 0,72         |              |             |             |        |        |  |
| Saint-Paul nouvelle génération            |                           | 264                      | 0,72         |              |             |             |        |        |  |
| Maxime Hoarau                             | SE                        | 168                      | 0,46         |              |             |             |        |        |  |
| Oté bann Saint Paulois rouv zot zié       |                           | 168                      | 0,46         |              |             |             |        |        |  |
|                                           |                           |                          |              |              |             |             |        |        |  |
| Votes valides                             | Votes valides             | Votes valides            | 36 359       | 95,17        | 42 194      | 94,64       |        |        |  |
| Votes blancs                              | Votes blancs              | Votes blancs             | 766          | 2,01         | 1 082       | 2,43        |        |        |  |
| Votes nuls                                | Votes nuls                | Votes nuls               | 1 079        | 2,82         | 1 306       | 2,93        |        |        |  |
| Total                                     | Total                     | Total                    | 38 204       | 100          | 44 582      | 100         | 55     | 32     |  |
| Abstention                                | Abstention                | Abstention               | 44 215       | 53,65        | 38 192      | 46,14       |        |        |  |
| Inscrits / participation                  | Inscrits / participation  | Inscrits / participation | 82 419       | 46,35        | 82 774      | 53,86       |        |        |  |